# Traubensüße
Als Traubensüße oder Traubenfruchtsüße bezeichnet man einen aus Trauben gewonnenen Dicksaft, der im Wesentlichen aus Wasser, Fruchtzucker und Traubenzucker besteht. Er wird zur Süßung von Lebensmitteln wie Joghurt oder Limonade verwendet.
Traubensüße klingt für einige Verbraucher gesünder als Zucker. Da die Traubensüße aber Fruchtzucker und Traubenzucker enthält, wurde einem Getränkehersteller verboten, mit der Aussage „ohne Kristallzucker“ zu werben. Im gleichen Zusammenhang schrieb das Magazin test der Stiftung Warentest: „Chemisch unterscheidet sich die Süße in dem verwendeten Traubendicksaft nicht wesentlich von Kristallzucker.“